# Dakshin 24 Pargana

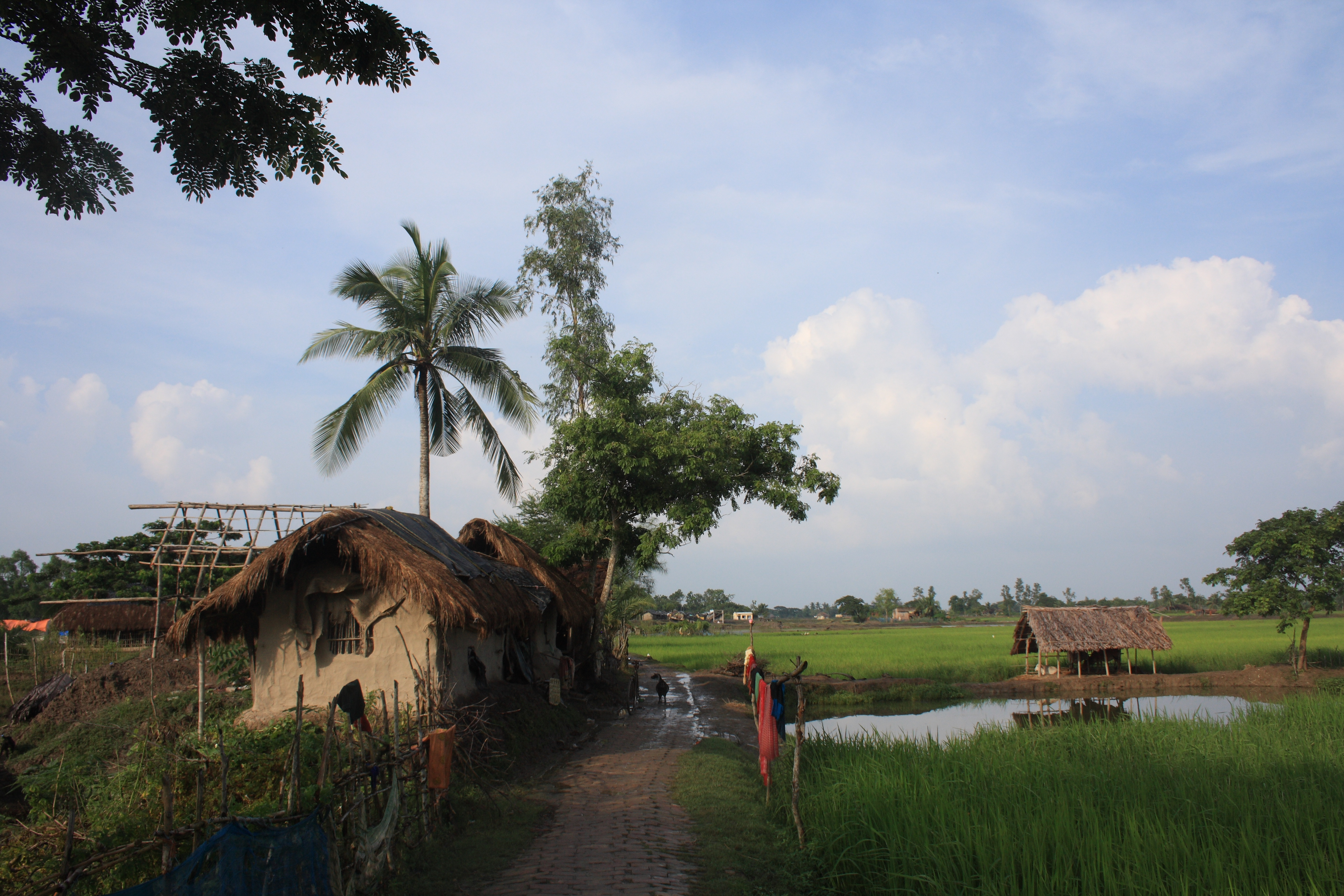
Lehmhaus, Kuhstall und Felder

Der Distrikt Dakshin 24 Pargana (bengalisch দক্ষিণ চব্বিশ পরগণা জেলা) oder South 24 Parganas  („südliche 24 Parganas“) ist Teil des indischen Bundesstaats Westbengalen. Hauptstadt ist die nur wenige Kilometer südwestlich von Kalkutta gelegene Stadt Alipur, die als eine der teuersten Wohnlagen ganz Indiens gilt.

## Geografie
Der im Mündungsdelta des Ganges gelegene Distrikt Dakshin 24 Pargana grenzt im Süden an den Golf von Bengalen, im Westen an den Fluss Hugli bzw. an die Distrikte Purba Medinipur und Haora sowie im Norden und Osten an den Distrikt Uttar 24 Pargana. Die durchschnittliche Höhe liegt bei ca. 5 m ü. d. M.; das Klima ist meist schwül und vor allem in den Monsunmonaten Juni bis Oktober auch regenreich.

## Bevölkerung

### Einwohnerentwicklung
In den ersten Jahrzehnten des 20. Jahrhunderts wuchs die Bevölkerung sehr stark. Dies trotz Seuchen, Krankheiten und Hungersnöten. Seit der Unabhängigkeit Indiens hat sich die Bevölkerungszunahme beschleunigt. Während die Bevölkerung in der ersten Hälfte des 20. Jahrhunderts um rund 99 % zunahm, betrug das Wachstum in den fünfzig Jahren zwischen 1961 und 2011 199 %. Die Bevölkerungszunahme zwischen 2001 und 2011 lag bei 18,17 % oder rund 1.255.000 Menschen. Offizielle Bevölkerungsstatistiken werden seit 1901 geführt und veröffentlicht.
| Jahr      | 1901      | 1911      | 1921      | 1931      | 1941      | 1951      | 1961      | 1971      | 1981      | 1991      |
| Einwohner | 1.051.060 | 1.192.223 | 1.270.191 | 1.382.264 | 1.714.176 | 2.087.414 | 2.729.269 | 3.663.788 | 4.388.102 | 5.715.030 |

### Bedeutende Orte
Im Distrikt gibt es 118 Orte, die als Städte (towns und census towns) gelten. Dennoch ist der Anteil der städtischen Bevölkerung im Distrikt eher tief. Denn nur 2.087.773 der 8.161.961 Einwohner oder 25,58 % leben in städtischen Gebieten. Die sieben Orte mit mehr als 30.000 Einwohnern sind:
Weitere Städte mit einer Einwohnerschaft von mehr als 20.000 Personen sind (Einwohnerzahl in Klammern): Banshra (29.521), Jaynagar Mazilpur (25.922), Chata Kalikapur (24.985), Uttar Raypur (23.084), Baruipur (P) (22.430), Birlapur (22.078) und Shyampur (22.024).

### Volksgruppen
In Indien teilt man die Bevölkerung in die drei Kategorien general population, scheduled castes und scheduled tribes ein. Die scheduled castes (anerkannte Kasten) mit (2011) 2.464.032 Menschen (30,19 Prozent der Bevölkerung) werden heutzutage Dalit genannt (früher auch abschätzig Unberührbare betitelt). Die scheduled tribes sind die anerkannten Stammesgemeinschaften mit (2011) 96.976 Menschen (1,19 Prozent der Bevölkerung), die sich selber als Adivasi bezeichnen. Zu ihnen gehören in Westbengalen 40 Volksgruppen. Mehr als 5000 Angehörige zählen die Munda (36.419 Personen oder 0,45 % der Distriktsbevölkerung), Bhumij (22.178 Personen oder 0,27 % der Distriktsbevölkerung), Oraon (9130 Personen oder 0,11 % der Distriktsbevölkerung), und Bedia (8519 Personen oder 0,10 % der Distriktsbevölkerung).
Die anerkannten Stammesgemeinschaften haben nur geringe Anteile in den Städten und ihre Hochburgen in den Blocks Gosaba (9,47 %), Basanti (5,96 %) und Canning II (5,70 %).

## Verwaltung
Der Distrikt ist in die fünf Subdivisionen Alipur Sadar, Baruipur, Canning, Diamond Harbour und Kakdwip aufgeteilt. Diese wiederum sind weiter in insgesamt 29 Blocks (etwa Landkreise) und 7 kreisfreie Städte (Municipalities; Baruipur, Budge Budge (Buj Buj), Diamond Harbour, Jaynagar Mazilpur, Pujali und Rajpur) und weiter in 7 Stadtverwaltungen und 315 Gram Panchayat (Dorfverwaltungen) für die 2042 Dörfer gegliedert.

## Wirtschaft
Der Distrikt ist in hohem Maße landwirtschaftlich orientiert; die Böden der Sundarbans sind fruchtbar, doch sind die Erträge (hauptsächlich Reis und Zuckerrohr) von Überschwemmungen und Stürmen bedroht. Auch Viehzucht und Fischfang werden in geringem Umfang betrieben. Die Region um die Hauptstadt Alipore ist teilweise industrialisiert.

## Geschichte

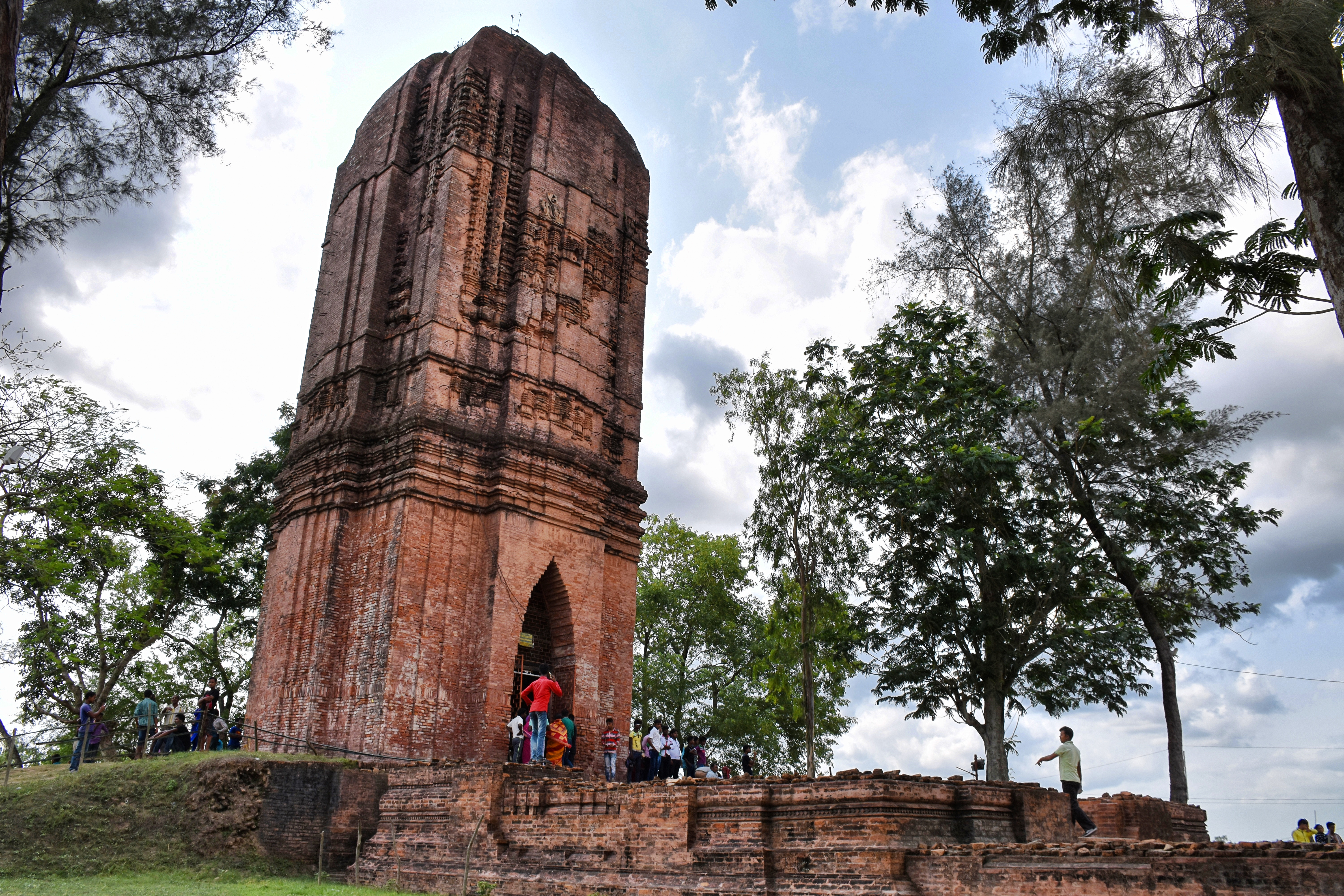
Jatar-Deul-Tempel

Das fruchtbare Schwemmland im Gangesdelta hat die Menschen bereits früh zur Sesshaftigkeit veranlasst – Siedlungen sind archäologisch bereits für das 2./3. Jahrhundert nachgewiesen, doch wurden sie immer wieder weggeschwemmt. In der Mogulzeit und unter britischer Herrschaft wurde die Urwaldlandschaft als Jagdgebiet genutzt. Im Jahr 1757 trat der Nawab von Bengalen 24 Ländereien an die Britische Ostindien-Kompanie ab. Die Briten versuchten als erste, in dem riesigen Gebiet eine Verwaltung aufzubauen.

## Sehenswürdigkeiten

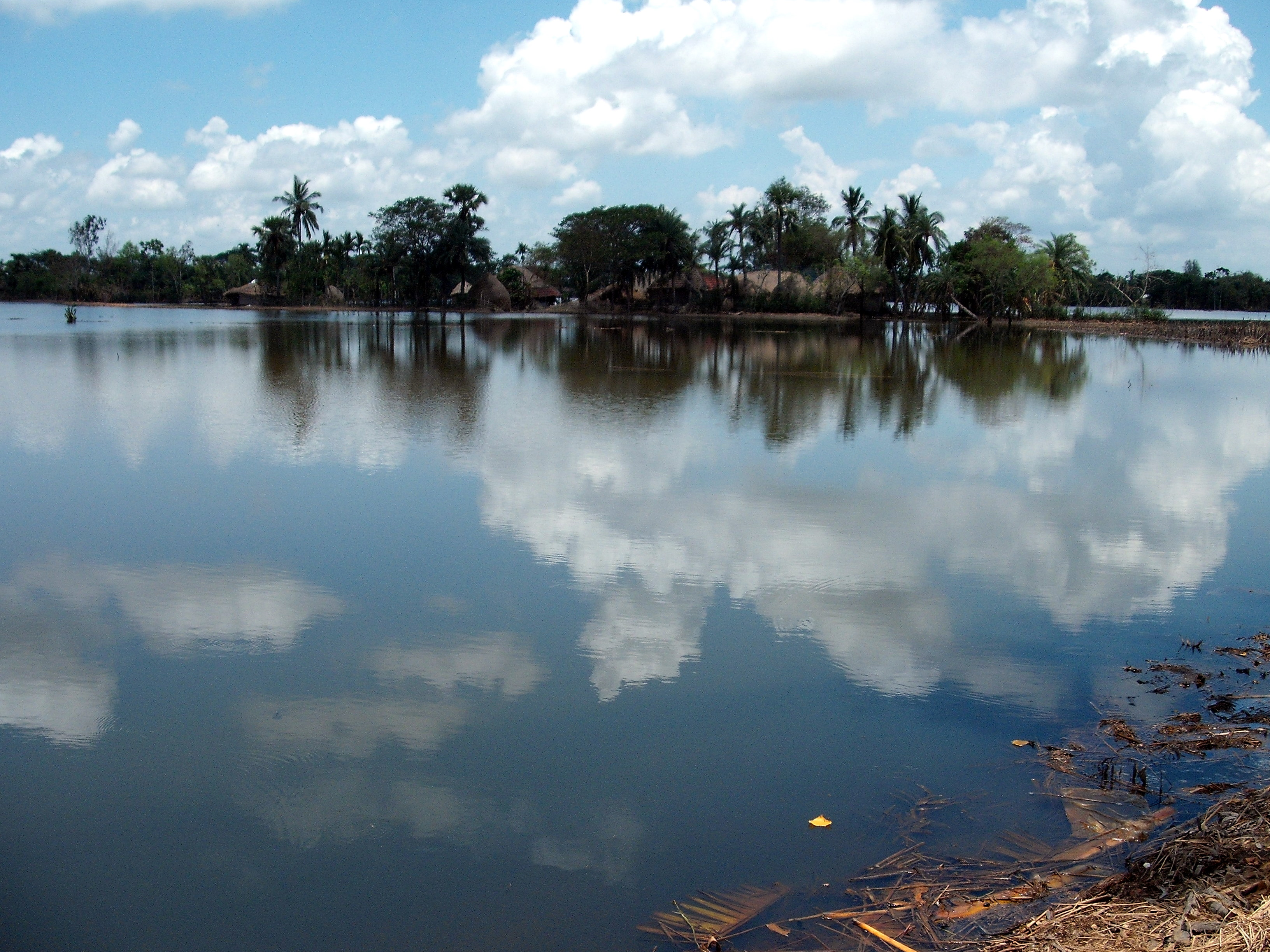
Landschaft der Sundarbans

- Die Hauptsehenswürdigkeit des Distrikts ist die von zahlreichen Wasserläufen durchzogene Mangrovenlandschaft der Sundarbans. Im Jahr 1984 wurde der 1330 km² große Sundarbans-Nationalpark eingerichtet, der wegen seiner Flora und Fauna (Bengalische Tiger, Vögel, Schmetterlinge etc.) mittlerweile ein international bekanntes Touristenziel ist.[9] Er wurde im Jahr 1987 von der UNESCO als Weltnaturerbe anerkannt[10] und bildet eine natürliche Einheit mit dem im Jahr 1997 unter Schutz gestellten östlich in Bangladesch anschließenden Teil.[11]
- Ca. 5 km von der Kleinstadt Raidighi entfernt steht der Jatar-Deul-Turmtempel, der zu einer Untergruppe der Bengalischen Tempel gehört.

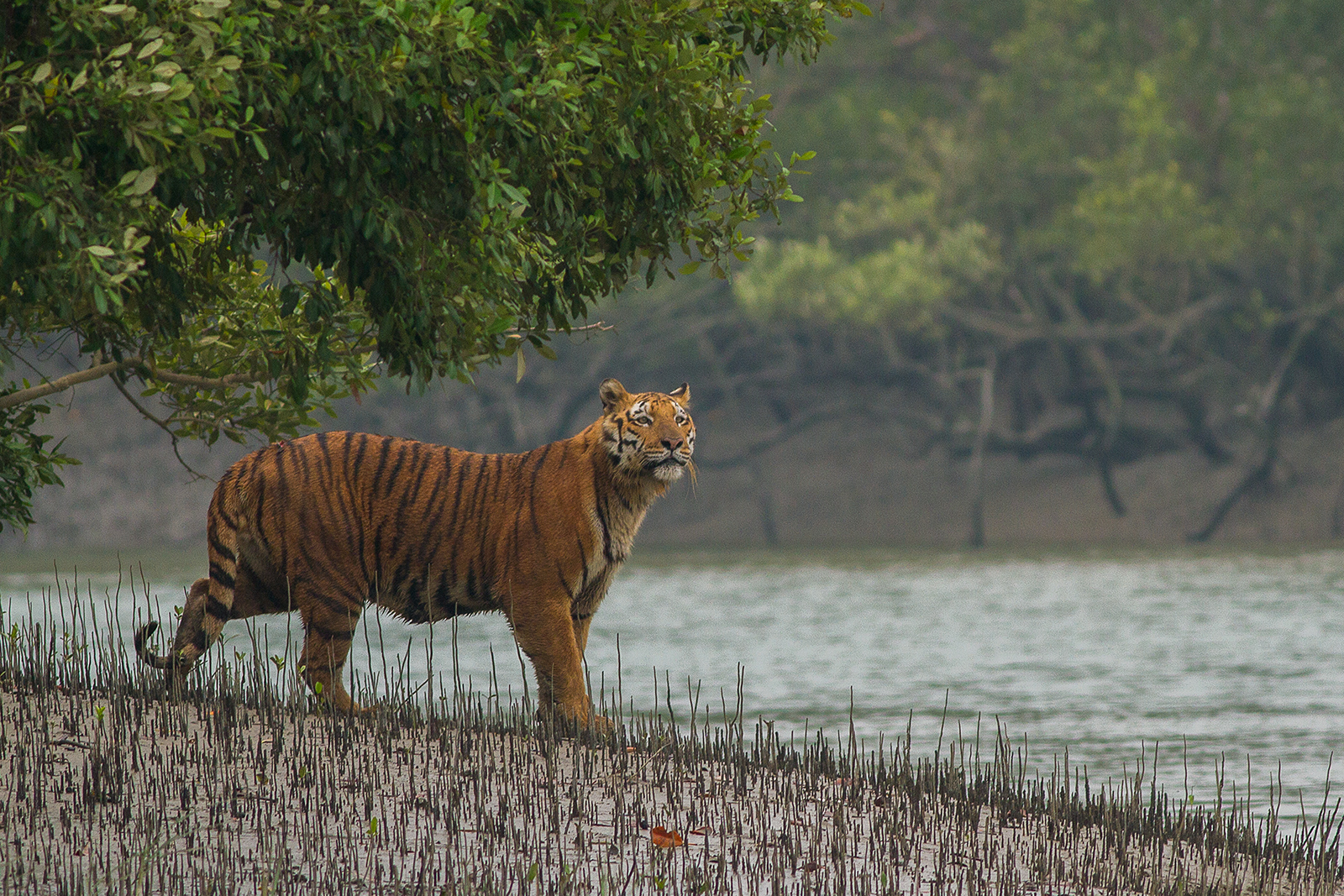
Bengalischer Tiger
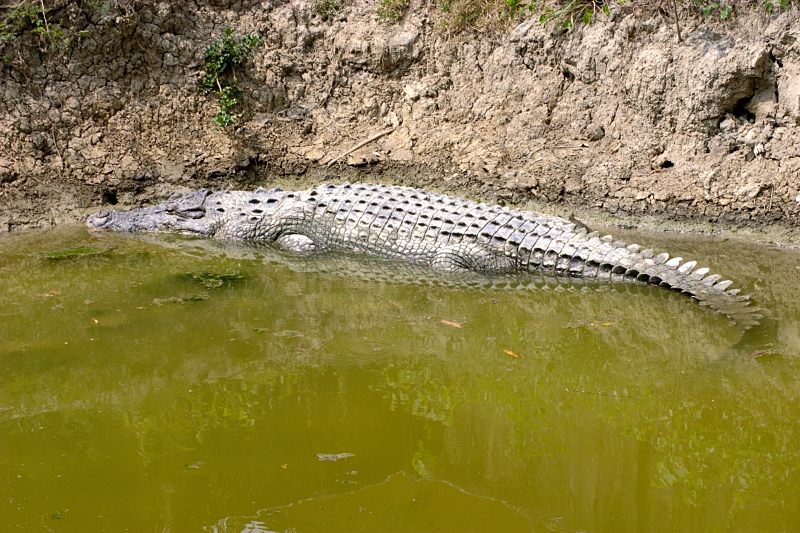
Leistenkrokodil
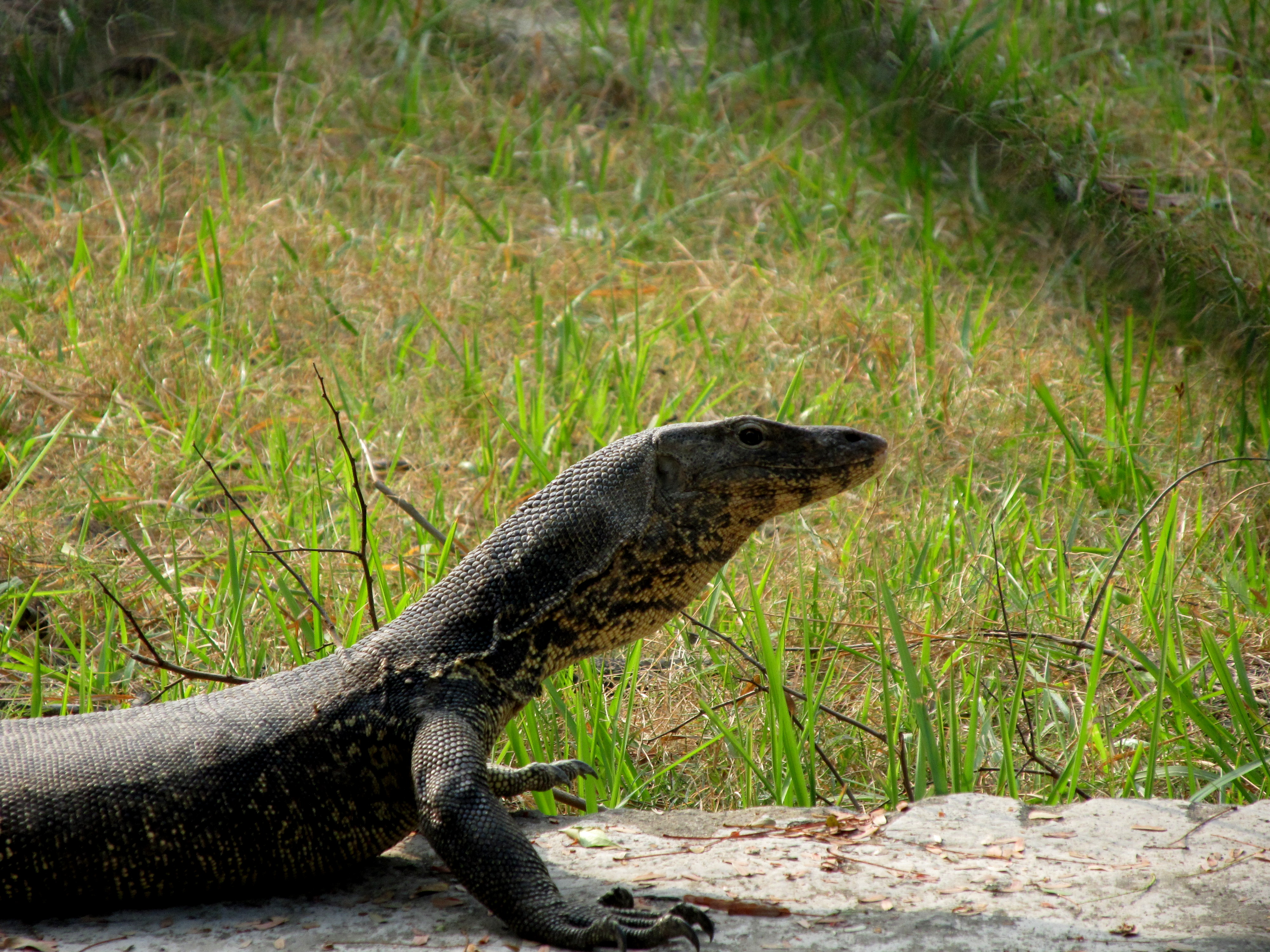
Waran
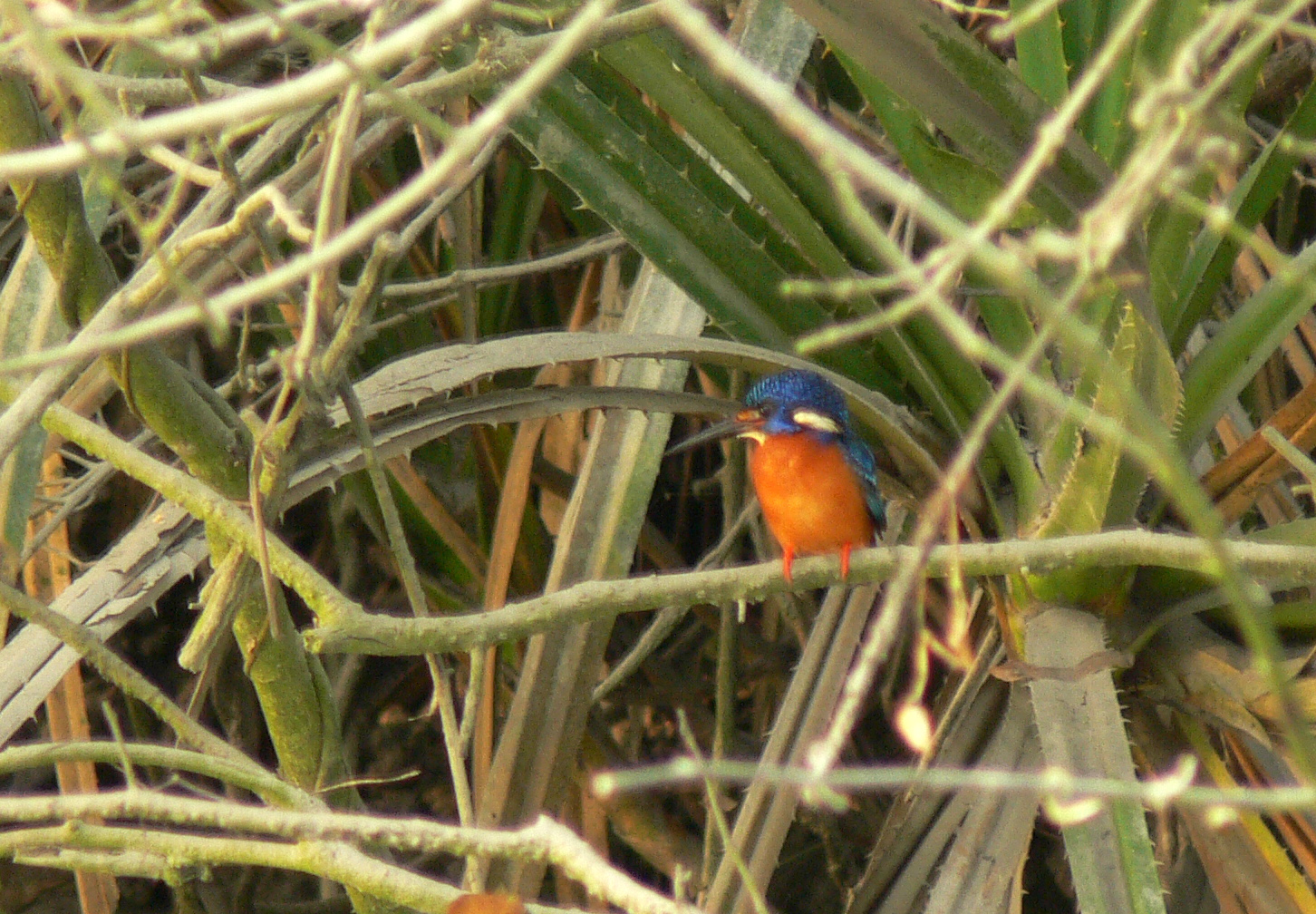
Eisvogel